# Planeta estéril
Un planeta estéril es un tipo de planeta terrestre que carece de vegetación (de ahí el término 'estéril') y de cualquier otro tipo de vida, es seco y por lo general cuenta con poca o ninguna atmósfera. La superficie de estos planetas está salpicada de formaciones geológicas con características corrientes, como montañas, cañones, mesetas y cráteres. Los planetas estériles suelen ser geológicamente inactivos y tienen un campo magnético débil o directamente inexistente.
En el Sistema Solar, Mercurio y Marte son planetas estériles, y la Tierra podría llegar a serlo una vez que los océanos y la vegetación desaparezcan en unos mil quinientos millones de años, como consecuencia de la expansión y calentamiento del Sol.
Es muy probable que todos los planetas con una masa inferior a la Tierra y/o excesivamente cercanos a sus estrellas sean estériles, ya que carecen de una atracción gravitatoria intensa que evite la fuga de su atmósfera o están demasiado expuestos a los vientos estelares de su estrella (que pueden despojarles de ella).
Hay probables candidatos a planetas extrasolares estériles. Los planetas terrestres orbitando púlsares, tres de ellos en torno a PSR B1257+12, son probablemente estériles, debido a su condición extremadamente inhóspita para la vida y a una posible ausencia de atmósfera.

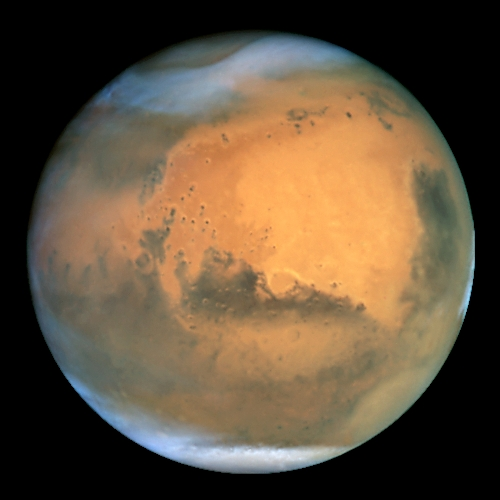
Marte
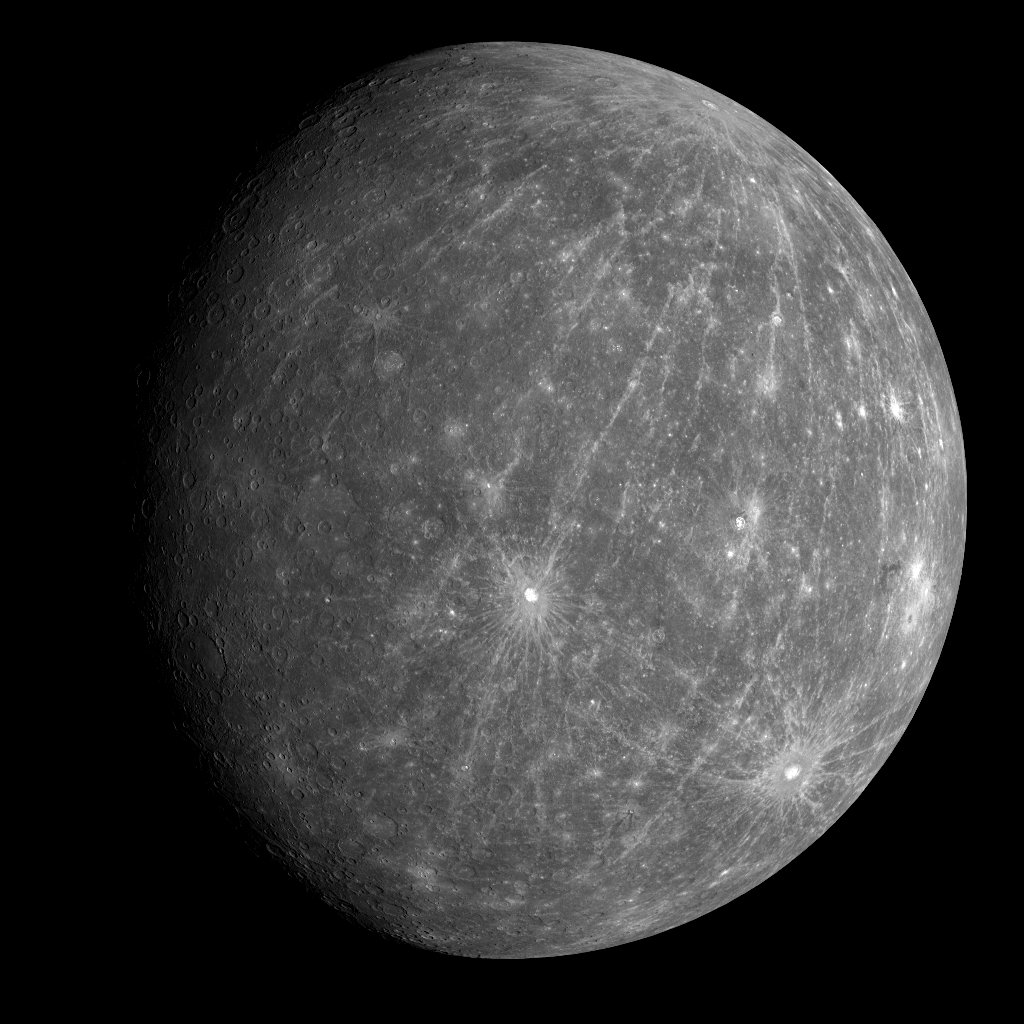
Mercurio
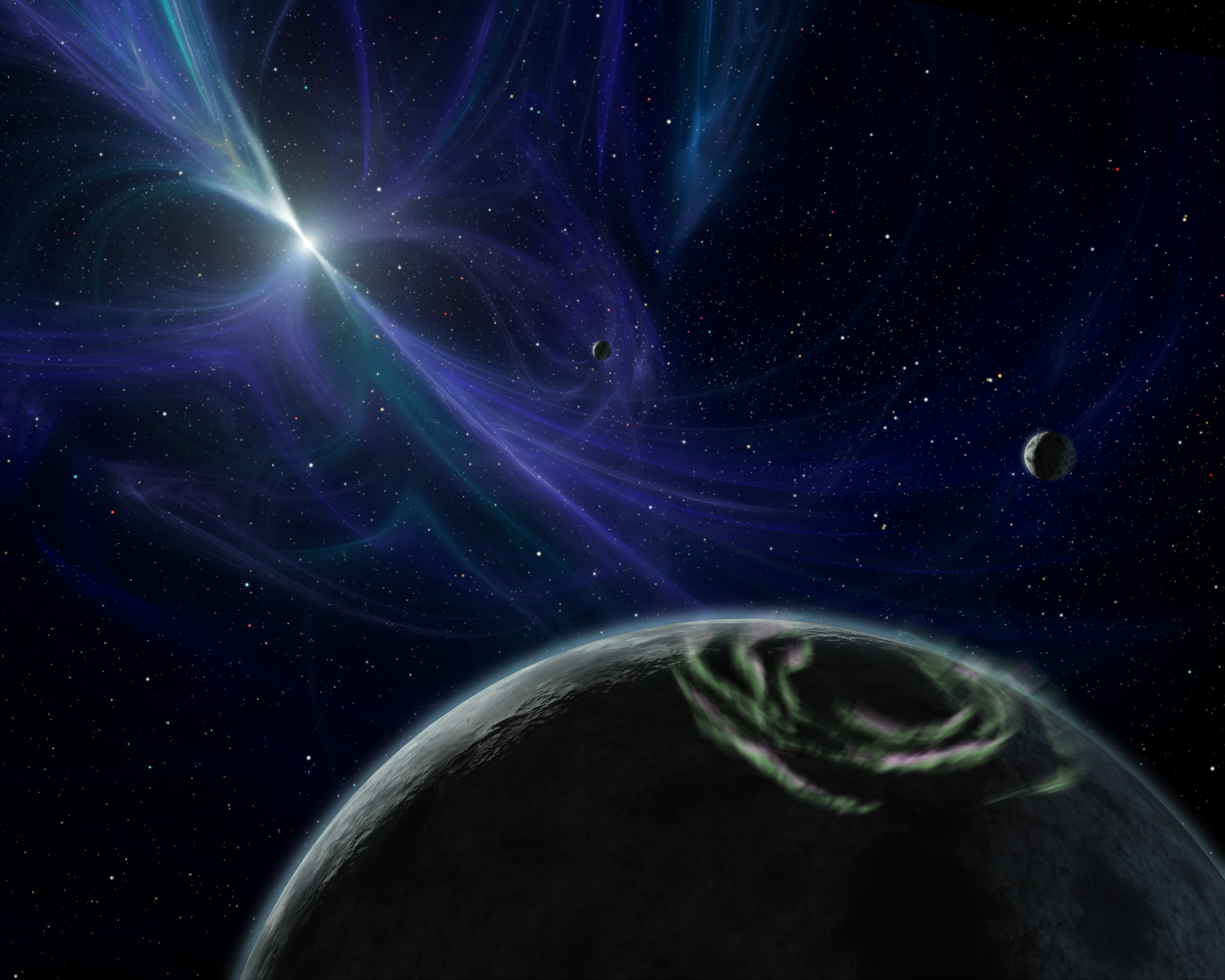
PSR B1257+12